# Rentefradrag
Rentefradrag er et fradrag der tillader en borger at betale mindre i skat, hvis vedkommende betaler renter.
Fradraget er motiveret af det modsatte, nemlig beskatning af renteindtægt. Argumentet er at eftersom renteindtægter beskattes, da er det rimeligt at der tilsvarende modregnes med fradrag på renteudgifter. Der skulle således være tale om en "symmetri" mellem beskatning og fradrag.

## Rentefradrag i Danmark
I 1987 var rentefradraget 73%. Over en årrække blev dette sænket så det i 1993 var 50% og yderligere sænket så det i 1998 var ca. 46%. Fra 1998 til 2001 blev det yderligere sænket og ramte 32%. Der har været forskellige tilløb til en yderligere sænkning. Skattekommissionen foreslog i 2009 at man i perioden fra 2012 til 2019 sænkede værdien af rentefradraget fra ca. 33,5% til ca. 25,5%, som en del af skattereformen fra 2009.. I 2019 blev foreslået en sænkning på 5%-point. pr. 2021 er rentefradraget stadig ca. 33,5%. Rentefradraget gælder for renteudgifter op til 50.000 kr. for enlige og 100.000 kr. for ægtepar. 

## Rentefradrag i USA
I USA er det muligt at fratrække værdien af renter på visse boliglån, såkaldt home mortgage interest deduction.

## Rentefradrag i Sverige
I Sverige er det ligeledes muligt at benytte et rentefradrag. Rentefradraget var et stridsemne ved Rigsdagsvalget 1979.